# Gilberto Gabeira
Gilberto Gabeira (Vitória, ? — ?, ?) foi um político brasileiro. Exerceu o mandato de deputado classista constituinte em 1934.